# Orchesella cincta
Orchesella cincta es una especie de colémbolo de la familia Entomobryidae. Son artrópodos sin alas, de pequeño tamaño, de distribución holártica, que viven en las capas de hojarasca (bosques, jardines, parques, etc.) y se alimentan de hongos y algas.